# Padrão-ouro

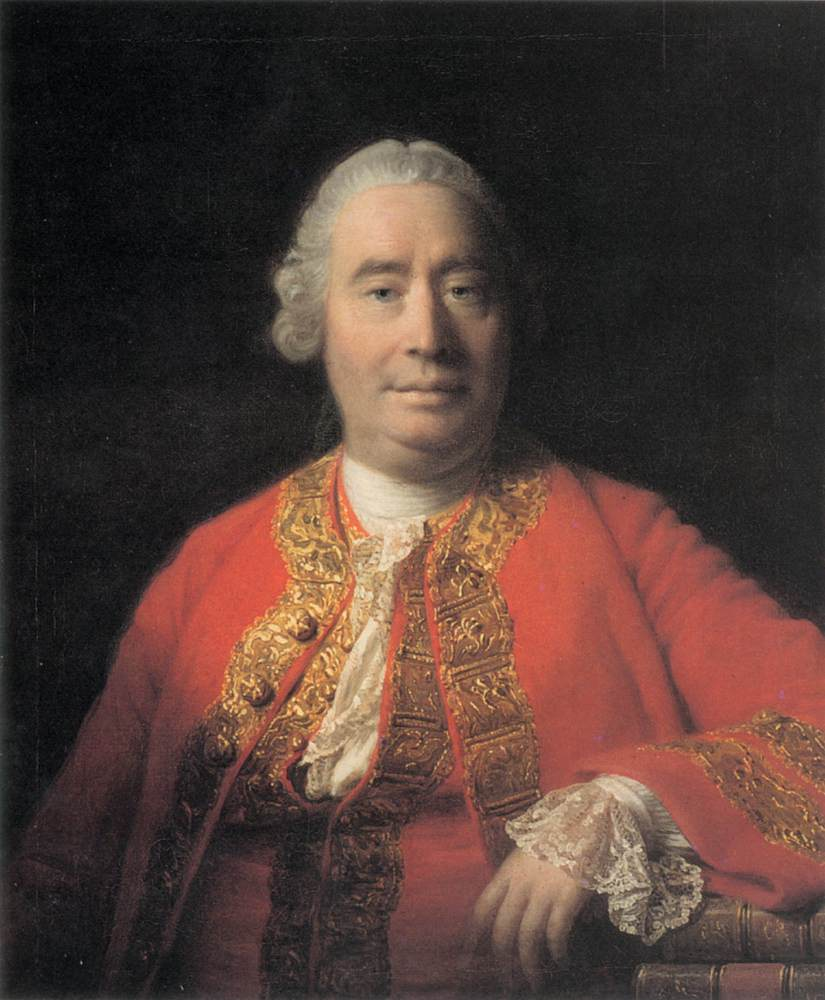
David Hume

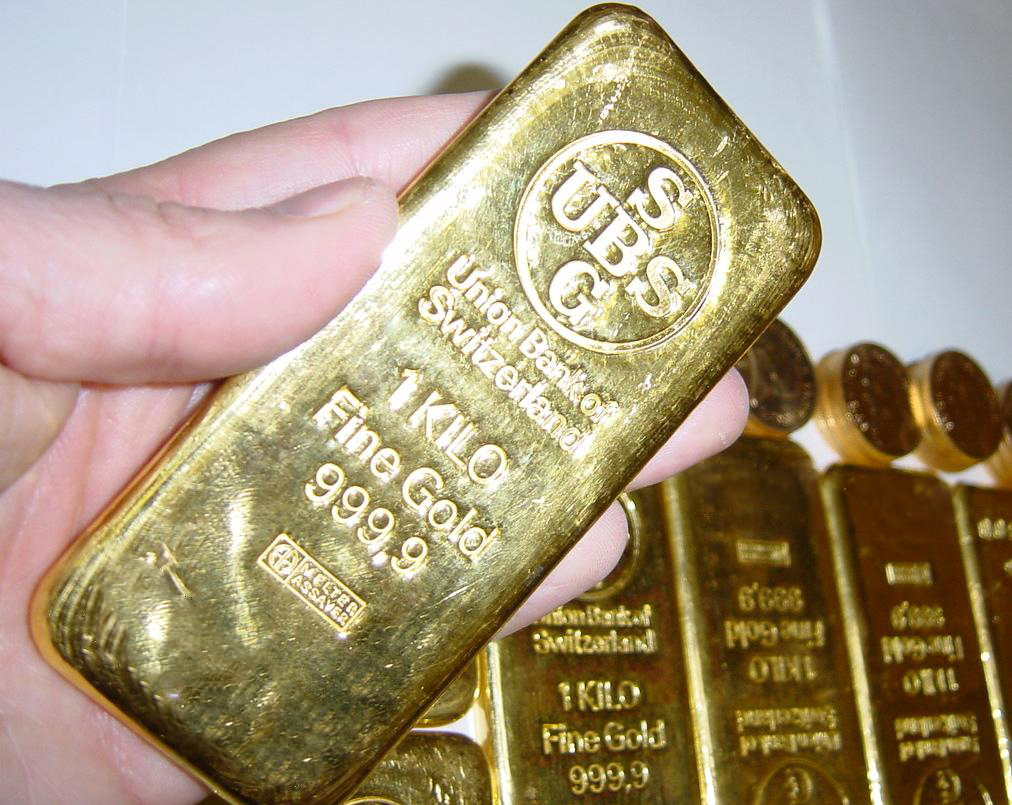
Ouro, metal chave do sistema, junto com a prata

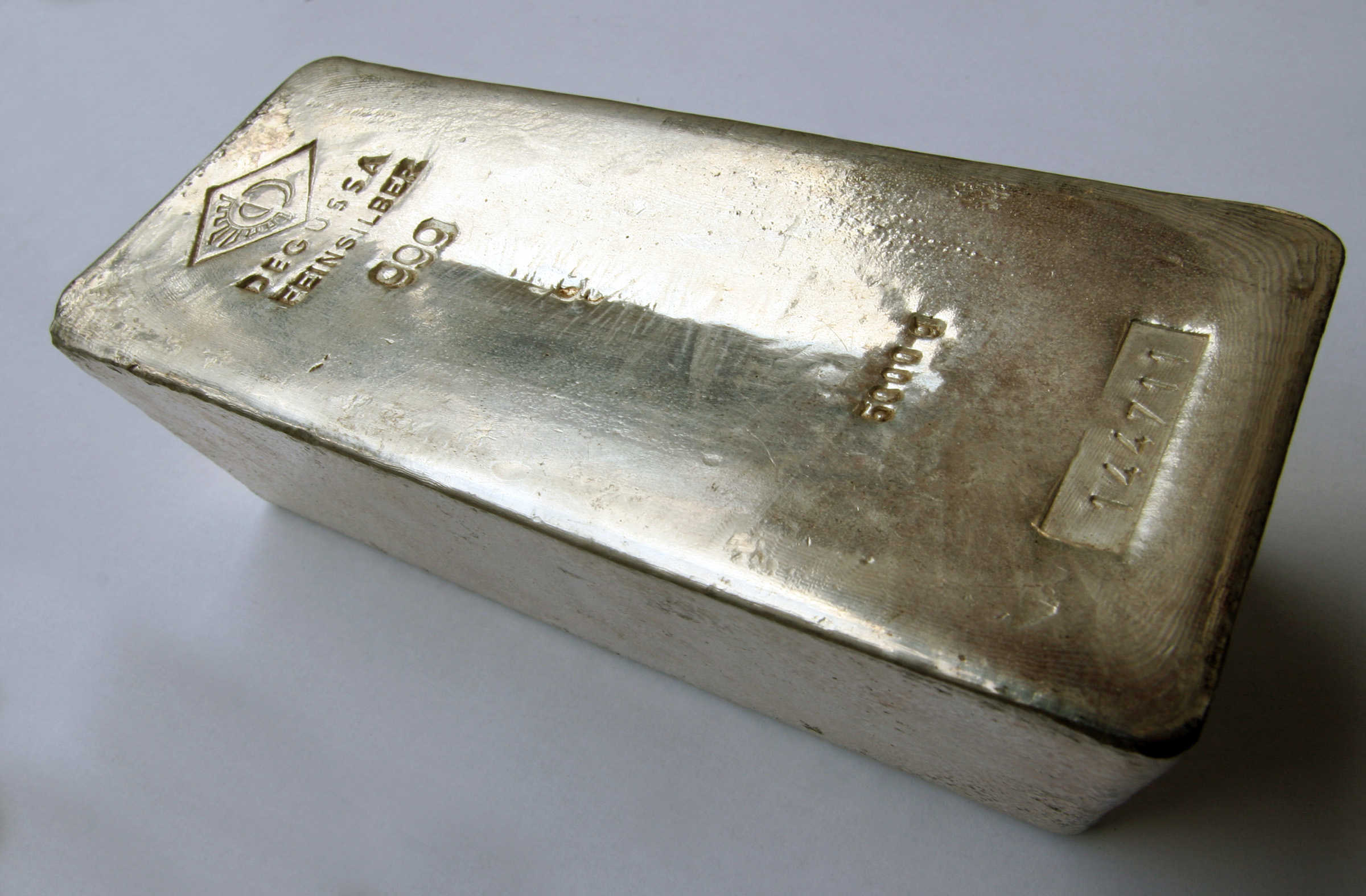
Prata, metal importante do sistema, junto com o ouro

O padrão-ouro, também chamado de estalão-ouro, foi o sistema monetário cuja primeira fase vigorou desde o século XIX até a Primeira Guerra Mundial.
A teoria pioneira do padrão-ouro, chamada de teoria quantitativa da moeda, foi elaborada por David Hume em 1752, sob o nome de modelo de fluxo de moedas metálicas e destacava as relações entre moeda e níveis de preço (base de fenômenos da inflação e deflação). De acordo com a teoria aplicada ao comércio internacional e nos dizeres do economista René Villarreal, "os países superavitários sofreriam processos inflacionários, enquanto que nos países deficitários os preços se moveriam em sentido inverso, até que se restabelecesse o equilíbrio".
Cada banco era obrigado a converter as notas bancárias por ele emitida em ouro (ou prata), sempre que solicitado pelo cliente. A introdução de notas bancárias sem esse lastro causou escândalos na França. Com o padrão-ouro, utilizado principalmente pela Inglaterra, o sistema conseguiu estabilidade e permaneceu desde 1870 até o término da Primeira Guerra Mundial. Em alguns países periféricos, o sistema não foi adotado por se achar que a presença desses países e seus problemas de financiamento desestabilizariam o sistema. Dessa forma, a circulação de papéis-moeda foi feita pelo chamado sistema de "curso forçado". No Brasil, o sistema foi adotado imperfeitamente, durante o Segundo Reinado e no início da República Velha (Governo Campos Sales).
Em termos internacionais, o padrão-ouro significou a adoção de um regime cambial fixo por parte de praticamente todos as grandes potências econômicas do último quartel do século XIX. Cada país se comprometeu em fixar o valor de sua moeda em relação a uma quantidade específica de ouro, e a realizar políticas monetárias, de compra e venda de ouro, de modo a preservar tal paridade definida.
Operando no regime de padrão-ouro, o banco central de cada país mantém grande parte de seus ativos de reserva internacional sob a forma de ouro. As diferenças entre as reservas de ouro sob a propriedade de cada país refletia, portanto, as suas necessidades comerciais. Isto porque, nesse padrão, os fluxos de ouro financiavam os desequilíbrios nas balanças de pagamentos de cada país. Se um país fosse deficitário em sua balança de pagamentos, isto é, se a soma de bens e serviços importados do exterior fosse superior à soma de bens e serviços exportados pelo país, este deveria corrigir o déficit exportando ouro. Os países superavitários, por sua vez, tornavam-se importadores de ouro.
As "regras do jogo" prevalecentes no sistema de padrão-ouro eram simples: a quantidade de reservas de ouro do país determinava a sua oferta monetária. Se um país fosse superavitário em sua balança de pagamentos, deveria importar ouro dos países deficitários. Isso elevaria sua oferta interna de moeda, levando a uma expansão da base monetária, o que provocaria um aumento de preços, o que, no final das contas, tiraria competitividade dos seus produtos nos mercados internacionais, freando assim, novos superávits. Já se o país fosse deficitário na balança comercial, exportaria ouro, sofreria contração monetária, seus preços internos baixariam e, no final, aumentaria a competitividade de seus produtos no exterior.
Em resumo, o padrão-ouro visava uma situação de equilíbrio na economia internacional de modo que cada país mantivesse uma base monetária consistente com a paridade cambial, mantendo assim uma balança comercial equilibrada.
O padrão-ouro dito clássico foi o primeiro sistema monetário internacional e vigorou de 1870 até 1914 (início da Primeira Guerra Mundial) período em que o Reino Unido era a potência hegemônica e, por sua importância no comércio internacional, bem como pelo desenvolvimento acelerado de suas instituições financeiras, impôs ao mundo o padrão-ouro, quando Londres era o centro financeiro do mundo. A Primeira Guerra levou ao fim do padrão libra-ouro e, posteriormente, não se chegou a um acordo até Bretton Woods, em 1944. Assim, o período compreendido entre 1914 e 1944 caracteriza-se pela desordem monetária e pela inexistência de um país claramente hegemônico, enquanto potências médias buscavam uma posição de liderança. Ainda em plena guerra, os Estados Unidos e a Inglaterra iniciaram negociações para uma reestruturação econômica, que resultaram na Carta do Atlântico, em 1941, uma espécie de precursor de Bretton Woods. Após o fim da guerra, quando os Estados Unidos emergem como nova potência mundial, o Ocidente passa a ter uma nova ordem monetária e econômica internacional. Ao se tornarem a nação hegemônica, os Estados Unidos impõem ao mundo o dólar como moeda internacional e a supremacia do país, também no campo monetário e na condução das finanças mundiais.
Em 1944, nos termos dos Acordos de Bretton Woods, o padrão libra-ouro (1870–1914) dá lugar ao padrão dólar-ouro.
O sistema de Bretton Woods vigeu até 15 de agosto de 1971, quando os Estados Unidos aboliram unilateralmente a conversibilidade do dólar em ouro, determinando, além da extinção do próprio padrão-ouro, o surgimento do sistema flutuante. O regime de flutuação pode ser totalmente livre (como no caso das principais moedas internacionais, o que não impede eventuais intervenções dos bancos centrais nos mercados), ou variar no regime de bandas ajustáveis (cuja referência de variação pode estar ligada a uma cesta de moedas). Mesmo o Direito Especial de Saque do FMI, moeda puramente contábil, tem seu valor determinado em função da variação relativa de um coquetel de moedas, com base no dólar, no iene, na libra esterlina e no euro. A "anarquia" monetária e cambial vivida desde o desmantelamento do modelo de Bretton Woods e os perigos inerentes aos regimes de flutuação (isto é, com ou sem intervenção das autoridades financeiras) tendem a propiciar uma concentração dos regimes monetários nacionais em torno de três principais moedas: o dólar americano, o euro e o iene (esta podendo ser substituída, no futuro, pelo renminbi chinês). Tentativas de restaurar o equilíbrio com base em novas paridades fracassaram e, desde 1973, com as modificações introduzidas no convênio constitutivo do FMI, a economia mundial vive num regime de ausência total de paridades correlacionadas, ou seja, o mundo vive sem um Sistema Monetário Internacional formal e, apesar das instabilidades, esse período não pode ser caracterizado como caótico, o que suscita o questionamento sobre a necessidade real de um Sistema Monetário Internacional formal.

## História

### Início
O padrão-ouro não foi pré-projetado, mas sim surgiu a partir de uma aceitação geral da utilidade do ouro como uma moeda universal. Quando as mercadorias competem pelo papel da moeda, aquela que com o passar do tempo perde o menor valor toma o papel. O uso do ouro como dinheiro data de centenas de anos sendo que as primeiras moedas de ouro conhecidas foram cunhadas na cidade-estado grega de Lídia, na Ásia Menor, por volta de 610 a.C. Sabe-se que as primeiras moedas cunhadas na China datam de 600 a.C. Durante a Idade Média, a moeda de ouro Soldo do Império Bizantino, também conhecida como Bezante, circulou pela Europa e Mediterrâneo. Mas assim que a influência econômica do Império Bizantino declinou, o mundo europeu tendeu a considerar a prata, ao invés do ouro, como a moeda de escolha, levando ao desenvolvimento de um padrão-prata. Pennies de prata, baseado no Denário romano, tornou-se a moeda básica da Grã-Bretanha por volta da época do Rei Offa, 796 d.C., e moedas semelhantes, incluindo o denari italiano, o denier francês, e o dinero espanhol circularam pela Europa. Depois da descoberta espanhola de grandes depósitos de prata em Potosí e no México durante o século XVI, o comércio internacional passou a depender de moedas como o dólar espanhol, o taleiro de Maria Theresa, e, na década de 1870, o dólar de comércio dos Estados Unidos.
Nos tempos modernos, as Índias Ocidentais Britânicas foram uma das primeiras regiões a adotar o padrão-ouro. Depois da proclamação da Rainha Ana em 1704, o padrão-ouro das Índias Ocidentais Britânicas era um padrão-ouro de facto com base na moeda de ouro espanhola dobrão. No ano de 1717, o mestre da Casa da Moeda Real, Sir Isaac Newton, estabeleceu uma nova razão de cunhagem entre a prata e ouro que teve efeito na retirada da prata de circulação e a inclusão da Grã-Bretanha no padrão-ouro. No entanto, apenas em 1821, depois da introdução da soberania do ouro pela nova Casa da Moeda Real em Tower Hill no ano de 1816, o Reino Unido foi colocado formalmente no padrão-ouro, a primeira das grandes potências industriais. Logo seguiram o Canadá em 1853, Newfoundland em 1865, e os Estados Unidos e Alemanha de jure em 1873. Os Estados Unidos usaram a Águia como sua unidade, e a Alemanha introduziu marco de ouro, enquanto o Canadá adotou um sistema dual baseado tanto na Águia de ouro americana quanto na Soberania de ouro britânica.
A Austrália e a Nova Zelândia adotaram o padrão-ouro britânico, assim como as Índias Ocidentais Britânicas, enquanto Newfoundland era o único território do Império Britânico a introduzir sua própria moeda de ouro como padrão. Sucursais da Casa da Moeda Real foram estabelecidas em Sydney, Nova Gales do Sul, Melbourne, Vitória e Perth, Austrália Ocidental com o objetivo de cunhar soberanos de ouro a partir dos ricos depósitos de ouro da Austrália.

### A crise da moeda de prata e das cédulas (1750-1870)
No final do século XVII, guerras e o comércio com a China, que vendeu à Europa mas teve pouco uso para os bens europeus, drenaram a prata das economias da Europa Ocidental e dos Estados Unidos. As moedas foram cunhadas em números cada vez menores, e havia uma proliferação de notas de bancos e ações usadas como dinheiro.
Na década de 1790, a Inglaterra, que sofria uma grande escassez de moedas de prata, cessou a cunhagem das moedas de prata maiores, emitiu moedas de prata em "fichas" e prensou moedas estrangeiras. Com o fim das guerras napoleônicas, a Inglaterra começou um programa massivo de recunhagem que criou soberanos de ouro, coroas e meias-coroas, e eventualmente pences de cobre em 1821. A recunhagem de prata na Inglaterra após uma grande seca produziu uma explosão de moedas: a Inglaterra atingiu ceca de 40 milhões de shillings entre 1816 e 1820, 17 milhões de meias-coroas e 1,3 milhões de coroas de prata. A Lei de 1819 para a retomada dos pagamentos em numerário definiu 1823 como a data para a retomada da conversibilidade, mas alcançada já em 1821. Por toda a década de 1820, pequenas notas eram emitidas pelos bancos regionais, que foram finalmente restritos em 1826, enquanto foi permitida ao Banco da Inglaterra a criação de sucursais regionais. Em 1833, no entanto, as notas do Banco da Inglaterra ganharam força legal, e a retomada pelos outros bancos foi desencorajada. Em 1844, o Bank Charter Act estabeleceu que as notas do Banco da Inglaterra, completamente vinculadas ao ouro, eram de cunho legal. De acordo com a interpretação estrita do padrão-ouro, essa lei de 1844 marca o estabelecimento de um padrão-ouro completo para o dinheiro britânico.
Os Estados Unidos adotaram um padrão-prata baseado no dólar fresado espanhol em 1785. Isto foi codificado na Lei da Casa da Moeda e Cunhagem, e pelo uso por parte do Governo Federal do "Banco dos Estados Unidos" para guardar suas reservas, bem como estabelecendo uma razão fixa de ouro em relação ao dólar americano. Isso era, na verdade, um padrão-prata derivado, visto que não se exigia que o banco mantivesse uma relação da prata com a moeda emitida. Começou uma longa série de tentativas nos Estados Unidos para criar um padrão bimetálico para o dólar americano, que continuaria até a década de 1920. As moedas de ouro e prata tinham cunho legal, incluindo o real espanhol, uma moeda de prata cunhada no hemisfério ocidental. Devido à grande dívida tomada pelo Governo Federal americano para financiar a Guerra Revolucionária, moedas de prata cunhadas pelo governo deixaram de circular, e em 1806 o Presidente Jefferson suspendeu a produção de moedas de prata.
O Tesouro dos Estados Unidos foi colocado em rígido padrão de dinheiro, fazendo negócios apenas em moedas de ouro e prata como parte do Independent Treasury Act de 1848, que legalmente separou as contas do Governo Federal do sistema bancário. Entretanto, as taxas fixas do ouro e da prata sobrevalorizaram a prata em relação à demanda por ouro no comércio e empréstimos com a Inglaterra. A fuga do ouro em favor da prata levou à procura do ouro, incluindo a Corrida do Ouro da Califórnia de 1849. Seguindo a Lei de Gresham, a prata se multiplicou nos Estados Unidos, que comerciava com outros países que usavam a prata, enquanto o ouro se tornou escasso. Em 1853, os EUA reduziram o peso das moedas de prata para mantê-las em circulação, e em 1857 removeram a condição de cunho legal da cunhagem estrangeira.
Em 1857, a crise final da era dos bancos livres das finanças internacionais começou, com os bancos norte-americanos suspendendo o pagamento em prata, repercutindo no jovem sistema financeiro internacional dos bancos centrais. Nos Estados Unidos, esse colapso foi um fato que contribuiu para a Guerra Civil Americana, e em 1861 o governo dos EUA suspendeu o pagamento em ouro e prata, terminando de fato com as tentativas de formar um padrão-prata para o dólar. Durante o período 1860-1871, várias tentativas de ressuscitar os padrões bimetálicos foram feitas, incluindo uma baseada no franco de ouro e prata. No entanto, com o rápido influxo de prata dos novos depósitos descobertos, a expectativa de escassez da prata acabou.
A interação entre os bancos centrais e a moeda base formou a fonte primária da instabilidade monetária durante este período. A combinação que produziu estabilidade econômica foi uma restrição da oferta de novas notas, um monopólio do governo na emissão de notas diretamente, e indiretamente, um banco central e uma unidade única de valor. Tentativas de evitar essas condições produziram crises monetárias periódicas: com as notas desvalorizando, ou a prata parando de circular como uma reserva de valor, ou havendo uma depressão com os governos demandando espécies como pagamento, diminuindo o meio circulante na economia. Na mesma época, havia uma necessidade dramaticamente expandida por crédito, sendo que os grandes bancos estavam sendo fretados em vários estados, incluindo, em 1872, o Japão. A necessidade de uma base sólida em assuntos monetários produziria uma rápida aceitação do padrão-ouro no período que se seguiu.
A título de exemplo, e seguindo a decisão da Alemanha após a Guerra franco-prussiana de exigir reparações para facilitar um movimento para o padrão-ouro, o Japão obteve as reservas necessárias após a Guerra Sino-Japonesa de 1894-1895. É debatido se o padrão-ouro fornecia a um governo autenticidade suficiente quando ele buscava pegar empréstimos no exterior. Para o Japão, mudar para o ouro era considerado vital para ganhar acesso aos mercados de capital do Ocidente.

### O padrão de câmbio-ouro (1870–1914)
No final do século XIX, alguns dos países restantes que utilizavam o padrão-prata começaram a atrelar suas moedas de prata aos padrões-ouro do Reino Unido ou dos Estados Unidos. Em 1898, a Índia britânica atrelou a rúpia de prata à libra esterlina em taxa fixa, enquanto em 1906, os Estabelecimentos dos Estreitos adotaram um padrão de câmbio-ouro contra a libra esterlina com os Straits dollar de prata sendo fixados a 2s 4d.
Na virada do século, a Filipinas atrelou o peso/dólar de prata ao dólar dos EUA a 50 cents. Uma atrelação semelhante a 50 cents ocorreu por volta da mesma época com o peso de prata do México e o iene de prata do Japão. Quando o Sião adotou um padrão de câmbio-ouro em 1908, apenas a China e Hong Kong permaneceram no padrão-prata.

### Impacto da Primeira Guerra Mundial (1914–25)
Durante a Primeira Guerra Mundial, a maioria dos países abandonou o padrão-ouro, principalmente devido às expansões monetárias e fiscais realizadas por eles durante a guerra, as quais desequilibraram enormemente o comércio internacional.
Os governos encararam uma necessidade de financiar altos níveis de despesas, mas com fontes limitadas de receita tributária, conversibilidade suspensa da moeda com o ouro em inúmeras ocasiões no século XIX. O governo britânico suspendeu a conversibilidade (ou seja, ele saiu do padrão-ouro) durante as Guerras Napoleônicas e o governo dos Estados Unidos durante a Guerra de Secessão. Em ambos os casos, a conversibilidade foi reassumida após a guerra. O teste real, no entanto, veio com a Primeira Guerra Mundial, um teste que "falhou totalmente" de acordo com o economista Richard Lipsey.
A fim de financiar os custos da guerra, a maior parte dos países beligerantes saíram do padrão-ouro durante a guerra, sofrendo níveis significantes de inflação. Como os níveis de inflação variavam entre os estados, quando eles voltaram para o padrão após a guerra a um preço determinado por eles próprios (alguns, por exemplo, escolheram entrar a preços do pré-guerra), os bens de alguns países estavam subvalorizados e alguns sobrevalorizados. Em última análise, o sistema tal como estava não poderia lidar rapidamente o suficiente com os grandes déficits e excedentes criados no balanço de pagamentos. Isto foi previamente atribuído à crescente rigidez dos salários (principalmente em termos de cortes de salários) trazida com o advento do trabalho sindicalizado, mas hoje é mais razoável pensar como uma falha inerente ao sistema que veio a ser descoberta devido às pressões da guerra e a rápida mudança tecnológica. Em qualquer caso, os preços não alcançaram o equilíbrio na época da Grande Depressão, o que serviu para matá-lo completamente. Por exemplo, a Alemanha abandonou o padrão-ouro em 1914 e não poderia retornar para ele efetivamente, visto que o país perdeu grande parte de suas reservas de ouro restantes em reparações. O banco central alemão emitiu marcos sem lastro e virtualmente sem limite para comprar moeda estrangeira para mais reparações e para apoiar os trabalhadores durante a ocupação do Ruhr, finalmente levando à hiperinflação da década de 1920.
O padrão-ouro espécie terminou no Reino Unido e no resto do Império Britânico com a eclosão da Primeira Guerra Mundial. As notas do Tesouro substituíram a circulação dos soberanos de ouro e meio soberanos de ouro. No entanto, legalmente, o padrão-ouro espécie não foi revogado. O fim do padrão-ouro foi realizado com sucesso por apelos ao patriotismo quando alguém pedia ao Banco da Inglaterra para resgatar seus papéis-moeda em troca de ouro em espécie.
Depois da Guerra, as autoridades inglesas iniciaram a política de retorno ao padrão-ouro, buscando valorizar sua moeda até o mesmo patamar de compra que tivera antes das hostilidades. Para isso foram usados os mecanismos de inspiração liberal dos superávits orçamentários e subidas das taxas de juro. O economista John Maynard Keynes ainda relativamente pouco conhecido à época, criticou essa política de revalorização e deflação num pequeno livro chamado Monetary Reform mas não foi atendido.

### O padrão barra-ouro e o declínio do padrão-ouro (1925-31)

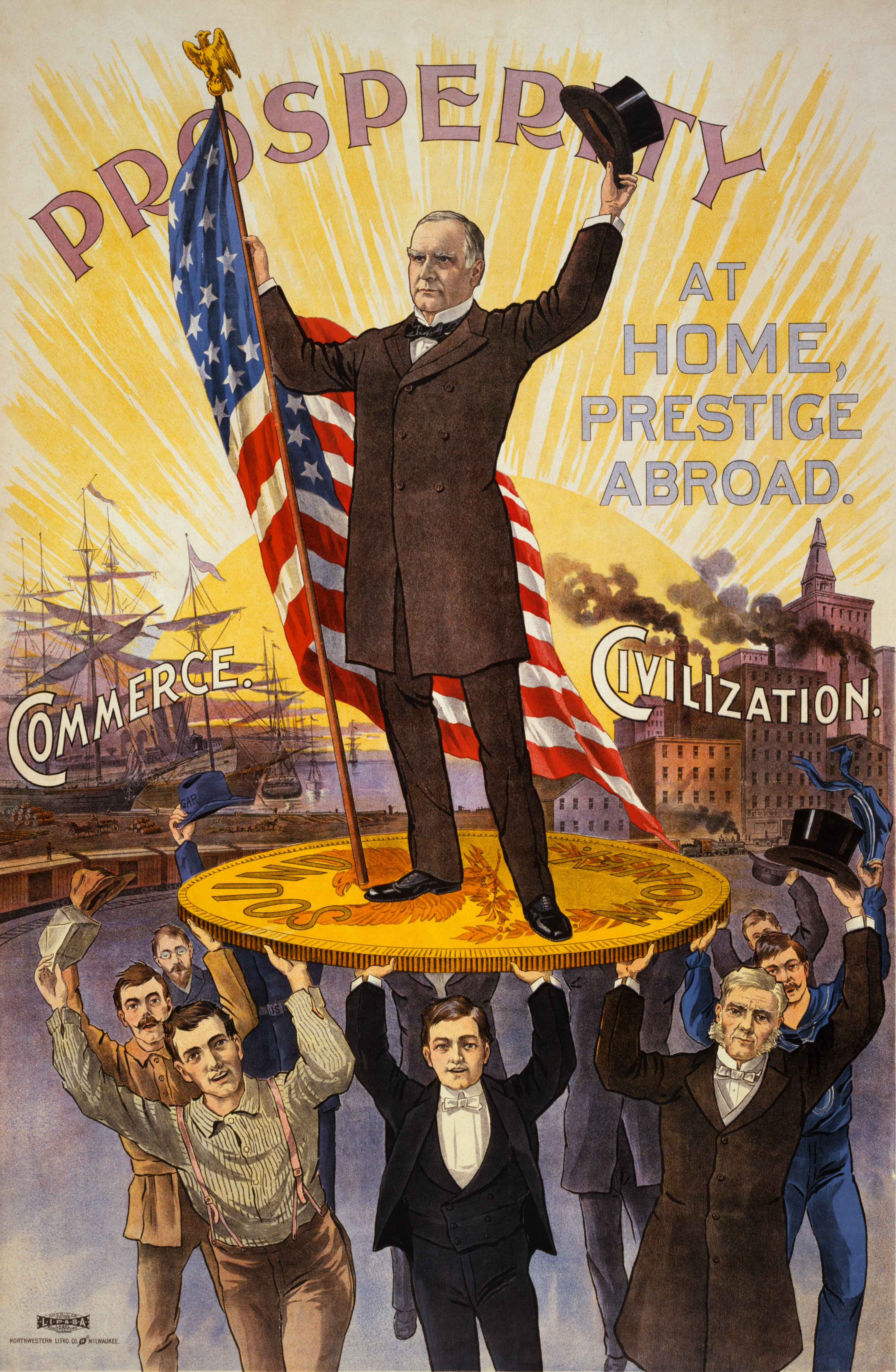
William McKinley concorreu à presidência dos Estados Unidos com base no padrão-ouro.

Em 1925, a Grã-Bretanha retornou ao padrão-ouro em conjunto com a Austrália e África do Sul, quando o padrão ouro-espécie foi oficialmente encerrado.
A Lei Britânica do Padrão-Ouro de 1925 introduziu o padrão barra-ouro e simultaneamente revogou o padrão do ouro-espécie. O novo padrão barra-ouro não previa o retorno à circulação das moedas de ouro. Pelo contrário, a lei compelia as autoridades a vender barras de ouro à demanda a um preço fixo. Este padrão barra-ouro durou até 1931.
Em 19 de setembro de 1931, o Reino Unido deixou o padrão-ouro revisado, forçado a suspender o padrão barra-ouro devido a grandes fluxos de ouro saindo do país para o outro lado do Oceano Atlântico. Os britânicos se beneficiaram da partida apesar da consequente inflação. Eles agora poderiam usar a política monetária para estimular a economia através da diminuição das taxas de juros. A Austrália e a Nova Zelândia já haviam sido forçadas para fora do padrão-ouro pelas mesmas pressões relacionadas à Grande Depressão, e o Canadá rapidamente segui o Reino Unido.
Outros países europeus que mantiveram a convertibilidade e a paridade de suas moedas entre o período de 1929 e 1936 foram Bélgica, França, Itália, Países Baixos, Polônia, Suíça e Tchecoslováquia (até 1934), chamados por alguns autores de "Bloco Ouro".

### Depressão e Segunda Guerra Mundial (1932–1946)

#### Prolongamento da Grande Depressão
Alguns historiadores econômicos, tais como o professor Barry Eichengreen, dos Estados Unidos, culpam o padrão-ouro da década de 1920 pelo prolongamento da Grande Depressão. Outros, incluindo o Diretor do Federal Reserve Ben Bernanke e o ganhador do Prêmio Nobel de economia Milton Friedman colocam algum grau de culpa no Fed. O padrão-ouro limitou a flexibilidade da política monetária do banco central ao restringir a sua habilidade de expandir a oferta monetária, e assim sua habilidade de diminuir as taxas de juros. Nos Estados Unidos, o Federal Reserve foi obrigado por lei a ter 40% de ouro atrelados à demanda de notas do Fed e, desse modo, não poderia expandir a oferta monetária além do que era permitido pelas reservas de ouro em seus cofres.
No começo da década de 1930, o Federal Reserve defendeu o preço fixo dos dólares em relação ao padrão-ouro ao aumentar as taxas de juros, tentando aumentar a demanda por dólar. O seu compromisso e adesão ao padrão-ouro explica por que os Estados Unidos não se engajaram na política monetária expansionista. Para competir na economia internacional, os EUA mantiveram altas taxas de juros. Isto ajudou a atrair investidores internacionais, que compraram ativos estrangeiros com ouro. Maiores taxas de juros intensificaram a pressão deflacionária sobre o dólar e reduziram os investimentos nos bancos americanos. Os bancos comerciais também converteram as Notas do Federal Reserve em ouro em 1931, reduzindo as reservas de ouro do Fed e forçando uma redução correspondente no volume das Notas do Federal Reserve em circulação. Esse ataque especulativo ao dólar criou um pânico no sistema bancário dos Estados Unidos. Temendo uma iminente desvalorização do dólar, muitos depositantes estrangeiros e domésticos retiraram fundos dos bancos dos EUA para convertê-los em ouro ou outros ativos.
A contração forçada da oferta monetária causada pelas pessoas que retiravam seu dinheiro do sistema bancário durante crises de pânico resultou em deflação. Até mesmo as taxas nominais de juros caíram, enquanto as taxas reais (ajustadas pela inflação) de juros permaneceram altas, recompensando aqueles que guardavam dinheiro ao invés de gastá-lo, causando uma maior desaceleração na economia. A recuperação nos Estados Unidos foi mais lenta que na Grã-Bretanha, em parte devido a relutância do Congresso em abandonar o padrão-ouro e deixar a moeda americana flutuar assim como a Grã-Bretanha fez.
O Congresso aprovou a Lei de Reserva de Ouro em 30 de janeiro de 1934. A medida nacionalizou todo o ouro ao ordenar os bancos do Federal Reserve a entregar sua oferta ao Tesouro dos Estados Unidos. Em retorno, os bancos receberam certificados de ouro a serem usados como reservas contra depósitos e notas do Federal Reserve. A lei também autorizou o presidente a desvalorizar o dólar de ouro para que ele não tivesse mais do que 60% de seu preço existente. Com esta autoridade, o presidente, em 31 de janeiro de 1934, fixou o valor do dólar de ouro em 59,06 cêntimos.

#### Os britânicos hesitaram em retornar ao padrão-ouro
Durante o período 1939-1942, o Reino Unido esgotou a maior parte do seu estoque de ouro em compras de munições e armas à base do cash-and-carry dos Estados Unidos e outros países. Esse esgotamento das reservas do Reino Unido convenceu Winston Churchill da impraticabilidade do retorno ao padrão-ouro, nos moldes vigentes no pré-guerra. De forma mais simples, a guerra levou a Grã-Bretanha à falência
John Maynard Keynes, que lutou contra o padrão-ouro, propôs colocar o poder de imprimir dinheiro nas mãos de um Banco da Inglaterra, de propriedade privada. Keynes, ao advertir sobre as ameaças da inflação, disse que "por um contínuo processo de inflação, os governos podem confiscar, secretamente e sem serem observados, uma importante parte da riqueza de seus cidadãos. Por este método, eles não apenas confiscam, mas eles confiscam arbitrariamente. E enquanto este processo empobrece muitos, ele enriquece outros".
Muito possivelmente devido a isso, o Acordo de Bretton Woods (1944) estabeleceu a criação do Fundo Monetário Internacional e um sistema monetário internacional baseado na convertibilidade de várias moedas nacionais em um dólar americano que era, por sua vez, convertível em ouro. Desse modo, as autoridades deveriam exigir dos bancos e demais instituições monetárias que negociassem seus passivos respeitando esse preço fixo em relação ao ouro, como forma de estabilizar a economia.

### Padrão dólar-ouro (1946-1971 )
Após a Segunda Guerra Mundial, um sistema semelhante ao padrão-ouro, algumas vezes chamado "padrão dólar-ouro", foi estabelecido pelos Acordos de Bretton Woods. Sob este sistema, muitos países fixaram suas taxas de câmbio em relação ao dólar dos Estados Unidos. Os EUA prometeram fixar o preço do ouro em aproximadamente $ 35 por onça troy (31,104 gramas). Implicitamente, portanto, todas as moedas atreladas ao dólar também tinham um valor fixo em termos de ouro.
Observe-se que o padrão dólar-ouro não pôde ser seguido pelos países periféricos (inclusive o Brasil), que adotaram, então, formas de curso forçado e alternativas como o crawling peg.[carece de fontes?]
Essa fase do padrão-ouro, o padrão dólar-ouro, terminaria em 1971, quando os EUA abandonaram inteiramente o sistema de Bretton Woods, em razão das crescentes necessidades de financiamento decorrentes da Guerra do Vietnã.

### 1971: fim do padrão dólar-ouro e colapso do sistema Bretton Woods
Sob a administração do Presidente francês Charles de Gaulle até 1970, a França reduziu suas reservas de dólar, trocando-as por ouro do governo americano, reduzindo a influência econômica dos Estados Unidos no exterior.
Nos anos seguintes, quando os bancos centrais europeus mostraram a intenção de resgatar, em ouro, o máximo possível de seus inflados estoques de dólares, Nixon, ao mesmo tempo em que impunha um congelamento de preços e salários nos Estados Unidos — na vã tentativa de controlar a inflação no país — decidiu, em 15 de agosto de 1971, unilateralmente e sem prévio aviso, pôr fim ao que restava do padrão-ouro, acabando com a convertibilidade direta do dólar em ouro e quebrando o sistema de Bretton Woods (o "Choque Nixon"). Os EUA não mais honrariam o compromisso assumido em 1944 e, pela primeira vez na história, o dólar tornava-se totalmente fiduciário, ou seja, sem qualquer lastro em ouro. Mesmo aquele tênue elo com o ouro, mantido desde 1933, estava agora definitivamente cortado, e o mundo voltava ao sistema fiduciário dos anos 1930, com a diferença que nem mesmo o dólar possuía agora qualquer ligação com o ouro.Essa decisão foi ratificada na reunião do Fundo Monetário Internacional, realizada na Jamaica em 1973, de modo que o ouro se tornaria doravante apenas uma mercadoria e não mais meio de pagamento. Isso levou a que o sistema monetário internacional passasse a atuar no chamado esquema das taxas flutuantes de câmbio.
Esta era para ser uma medida temporária, com o preço do ouro em dólar e a taxa oficial de câmbio constantes. A revalorização das moedas era o principal objetivo do plano. Mas nenhuma revalorização oficial ou resgate ocorreu. Posteriormente, o dólar flutuou. Afinal, para restaurar uma ordem monetária internacional, agora sem qualquer vínculo com o ouro, os EUA levaram o mundo a implementar o Acordo Smithsoniano, firmado em 18 de dezembro de 1971. Por esse acordo, o dólar foi desvalorizado, passando de US$ 35 para $ 38 por onça troy de ouro, enquanto as moedas de outros países foram apreciadas. No entanto, a conversibilidade em ouro jamais seria retomada. Em outubro de 1973, o preço do metal foi aumentado para $ 42,22 por onça. Em outubro de 1976, o governo americano mudou oficialmente a definição do dólar, e todas as referências ao ouro foram removidos dos regulamentos. A partir de então, o sistema monetário internacional seria constituído de pura moeda fiduciária.

## Teoria
A moeda-mercadoria é difícil de se guardar e transportar. Além disso, ela não permite que um governo manipule ou restrinja o fluxo do comércio dentro de seus domínios com a mesma facilidade que uma moeda fiduciária permite. Desse modo, a moeda-mercadoria deu lugar ao dinheiro representativo, e o ouro e outras espécies foram mantidas como sua contraparte.
O ouro era uma forma comum de dinheiro devido a sua raridade, durabilidade, divisibilidade, fungibilidade e facilidade de identificação, muitas vezes em conjunto com a prata. A prata foi o típico meio de circulação médio, com o ouro funcionando como o metal da reserva monetária.
O padrão-ouro foi especificado de várias formas diferentes, quanto ao modo do atrelamento da moeda ao ouro, incluindo a quantidade de espécie por unidade de moeda. A própria moeda era apenas papel, portanto não possuindo nenhum valor intrínseco, mas era aceita pelos comerciantes pois poderia ser resgatada a qualquer hora pela espécie equivalente. Um silver certificate dos Estados Unidos, por exemplo, poderia ser resgatado por uma peça real de prata.
O dinheiro representativo e o padrão-ouro protegem os cidadãos da hiperinflação e outros abusos da política monetária, como foi visto em alguns países durante a Grande Depressão. No entanto, eles possuíam seus problemas e suas críticas, e portanto foram parcialmente abandonados pela adoção internacional dos Acordos de Bretton Woods. Esse sistema posteriormente entrou em colapso em 1971, na época em que quase todas os países haviam adotado moedas inteiramente fiduciárias.
De acordo com a análise keynesiana, a rapidez com que cada país deixou o padrão-ouro tem relação direta com a recuperação econômica da Grande Depressão. Por exemplo, a Grã-Bretanha e a Escandinávia, que deixaram o padrão-ouro em 1931, recuperaram-se muito mais cedo do que a França e Bélgica, que permaneceram com o ouro por muito mais tempo. Países como a China, que possuía um padrão-prata, quase evitaram inteiramente a depressão. A conexão entre deixar o padrão-ouro, como um forte preditor da severidade da depressão por que passa o país, e a demora na sua recuperação foi mostrada ser consistente para dezenas de países, incluindo aqueles em desenvolvimento. Isto pode explicar por que a experiência e a duração da depressão diferiram entre as economias nacionais.

### Diferentes definições
Um padrão-ouro com 100% de reserva, ou um padrão-ouro completo ou padrão-ouro clássico, existe quando uma autoridade monetária possui ouro suficiente para converter todo o dinheiro representativo que ele emitiu em ouro à taxa de câmbio prometida. Ele é algumas vezes chamado de gold specie standard (padrão ouro-espécie) para ser identificado mais facilmente de outras formas de padrão-ouro que haviam existido em várias épocas. Oponentes de um padrão com 100% de reserva consideram tal padrão difícil de implementar, dizendo que a quantidade de ouro no mundo é muito pequena para sustentar a atividade econômica mundial aos preços correntes do ouro. A implementação faria o preço do ouro subir consideravelmente. No entanto, defensores do padrão-ouro haviam dito que qualquer quantidade de ouro pode servir como a reserva: "Uma vez que uma moeda é estabelecida, qualquer estoque de moeda torna-se compatível com qualquer nível de emprego e renda real". De acordo com eles, os preços dos bens e serviços irão se ajustar à oferta de ouro.
Em um sistema padrão-ouro internacional (que é necessariamente baseado em um padrão-ouro interno, nos países considerados), o ouro (ou uma moeda conversível em ouro a um preço fixo) é usado como meio de pagamento internacional. Sob tal sistema, quando as taxas de câmbio sobem acima ou caem abaixo da taxa fixada por mais do que o custo de enviar o ouro de um país para o outro, grandes fluxos para dentro ou para fora do país ocorrem até que as taxas retornem ao nível oficial. As regras internacionais do padrão-ouro frequentemente limitam e definem quais entidades têm o direito de resgatar a moeda pelo ouro. Sob os Acordos de Bretton Woods, eles eram chamados de Direitos Especiais de Saque (DES).

### Vantagens
- A estabilidade dos preços no longo prazo tem sido descrita como a grande virtude do padrão-ouro.[25] Sob o padrão-ouro, elevados níveis de inflação são raros, e a hiperinflação é quase impossível visto que a oferta monetária pode somente crescer à taxa que a oferta de ouro cresce. Aumentos de preços por toda a economia causados por quantidades crescentes de moeda em busca de uma oferta constante de bens são raros, visto que a oferta de ouro para uso monetário é limitada pelo ouro disponível que pode ser cunhado em moeda. Altos níveis de inflação sob um padrão-ouro são normalmente vistos apenas quando a guerra destrói uma grande parte da economia, reduzindo a produção de bens, ou quando uma nova grande fontes de ouro torna-se disponível. Nos Estados Unidos, um desses períodos de guerra foi o da Guerra Civil, que destruiu a economia do sul,[26] enquanto a corrida do ouro na Califórnia tornou grandes quantidades de ouro disponíveis para cunhagem.[27]
- O padrão-ouro limita o poder dos governantes de inflacionar preços através da emissão excessiva do papel-moeda. Ele fornece taxas de câmbio internacionais fixas entre os países que o adotam, e assim reduz a incerteza no comércio internacional. Historicamente, os desequilíbrios entre os níveis de preços nos diferentes países seria parcial ou inteiramente compensados por um mecanismo de ajuste automático no balanço de pagamentos chamado de "mecanismo de fluxo de preço-espécie".
- O padrão-ouro torna o déficit crônico nos gastos do governo mais difícil, visto que ele evita que os governos inflacionem o valor real de suas dívidas.[28] Um banco central não pode ser um comprador ilimitado de última instância da dívida do governo. Um banco central não deve criar quantidades ilimitadas de dinheiro à sua vontade, pois há uma oferta limitada de ouro.

### Desvantagens

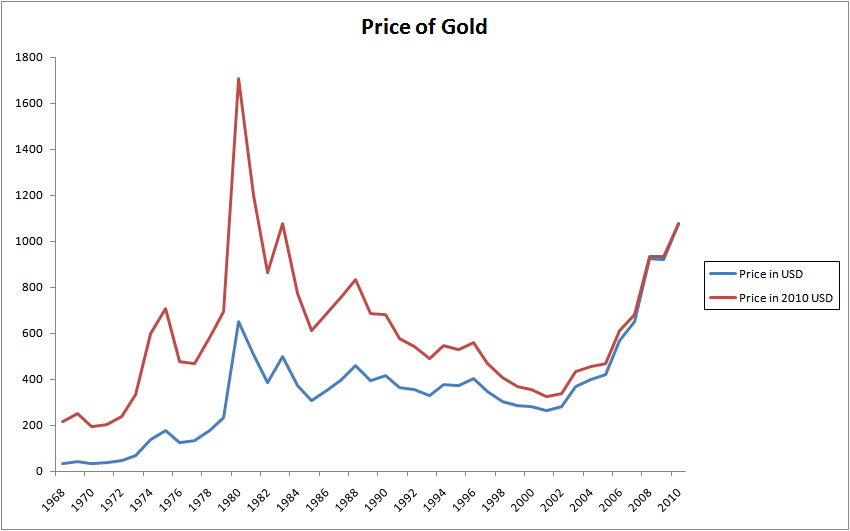
Preço do ouro (US$ por onça) de 1968 a 2010, em dólares nominais e ajustada pela inflação.

- A quantidade total de ouro que já foi extraída foi estimada em 142 mil toneladas métricas.[29] Isto é menor do que o valor da moeda circulante nos Estados Unidos sozinha, onde mais de $ 8,3 trilhões está em circulação ou em depósito (M2).[30] Portanto, um retorno ao padrão-ouro, se também combinado com o fim das reservas bancárias fracionais, resultaria em um aumento significativo no valor atual do ouro, o que pode limitar seu uso nas aplicações correntes.[31]
- A deflação recompensa os poupadores[32][33] e pune os devedores.[34][35] Os encargos da dívida real portanto aumentam, levando os tomadores de empréstimos a cortarem os gastos para o pagamento de suas dívidas ou darem calote. Os emprestadores tornam-se mais ricos, mas podem escolher poupar uma parte de sua riqueza adicional ao invés de gastá-la toda.[36] O montante total de despesas é portanto propenso a cair.[36]
- Os economistas ortodoxos acreditam que as recessões econômicas podem ser mitigadas em grande parte pelo aumento da oferta monetária durante os declínios econômicos.[37] Seguir um padrão-ouro significaria que o volume de dinheiro seria determinado pela oferta de ouro, e portanto a política monetária não poderia mais ser usada para estabilizar a economia em tempos de recessão econômica.[38] Tal razão é muitas vezes empregada para culpar parcialmente o padrão-ouro pela Grande Depressão, citando que o Federal Reserve não poderia expandir o crédito suficientemente para compensar as forças deflacionárias que afetavam o mercado.[39]
- A política monetária seria essencialmente determinada pela taxa de produção do ouro.[40] Flutuações na quantidade de ouro que é extraído poderia causar inflação se houvesse um aumento, ou deflação se houvesse um declínio.[40][41] Alguns mantinham a opinião de que isto contribuiu para a severidade e duração da Grande Depressão, visto que o padrão-ouro forçou os bancos centrais a manter a política monetária muito apertada, criando deflação.[31][42]
- Apesar de o padrão-ouro possibilitar a estabilidade de preços no longo prazo, no curto prazo ele traz alta volatilidade nos preços.[41][43] É argumentado por Anna Schwartz, entre outros, que este tipo de instabilidade nos níveis de preços no curto prazo pode levar à instabilidade financeira visto que os emprestadores e os tomadores de empréstimos tornam-se incertos quanto ao valor da dívida.[44]
- James Hamilton afirmou que o padrão-ouro pode ser suscetível a ataques especulativos quando a posição financeira de um governo aparenta ser frágil, embora outros afirmem que esta ameaça desencoraja os governos a adotarem políticas arriscadas (ver risco moral).[42] Por exemplo, alguns acreditam que os Estados Unidos foram forçados a aumentar suas taxas de juros no meio da Grande Depressão para defender a credibilidade de sua moeda após incomuns políticas de crédito fácil na década de 1920.[42][45]
- Se um país quisesse desvalorizar sua moeda, um padrão-ouro geralmente produziria mudanças mais nítidas do que os declínios suaves vistos nas moedas fiduciárias, dependendo do método de desvalorização.[46]
- A maioria dos economistas são a favor de uma taxa de inflação positiva porém baixa. Isto parcialmente reflete o medo de choques deflacionários, mas se deve principalmente devido ao fato de eles acreditarem que os bancos centrais ainda possuem algum papel a desempenhar no amortecimento das flutuações no produto e desemprego. Os bancos centrais podem exercer esse papel com mais segurança quando uma taxa positiva de inflação lhes dá espaço para conter o crescimento da moeda sem induzir o declínio dos preços.[47]
- É difícil manipular um padrão-ouro para se adequar à demanda por moeda de uma economia, fornecendo restrições práticas contra as medidas que os bancos centrais poderiam usar para responder às crises econômicas.[48]
- O mercado de metais preciosos pode ser facilmente manipulado por monopólios.[49][50][51][52][53]

## Defensores de um padrão-ouro renovado
O retorno ao padrão-ouro já foi defendido por Henry Ford e é atualmente apoiado por muitos seguidores da Escola Austríaca, objetivistas, libertarianistas do livre mercado e, nos Estados Unidos, por constitucionalistas estritos em grande parte porque eles se opõem ao papel do governo em emitir moeda fiduciária através dos bancos centrais. Um número significativo de defensores do padrão-ouro também pedem pelo fim da reserva bancária fracional.
Poucos políticos atualmente defendem o retorno para o padrão-ouro, além dos participantes da Escola Austríaca e alguns economistas da oferta. No entanto, alguns economistas proeminentes expressaram simpatia com uma base de moeda forte, e argumentaram contra a moeda fiduciária politicamente controlada, incluindo o ex-Presidente do FED Alan Greenspan (ele próprio um ex-objetivista), e o macroeconomista Robert Barro. Greenspan defendeu o retorno para um padrão-ouro 'puro' em seu artigo de 1966, Gold and Economic Freedom, no qual ele descreveu os apoiadores da moeda fiduciária como "estadistas do bem-estar social" que usavam as políticas monetárias para financiar deficits de gastos. Barro argumenta em favor da adoção de alguma forma de "constituição monetária" que forneceria estabilidade para a política monetária ao invés de permitir que as decisões sobre política monetária fossem feitas na base da política, mas sugere que o que forma esta constituição — por exemplo, um padrão-ouro, algum outro padrão baseado na mercadoria, ou uma moeda fiduciária com regras fixas para determinação da quantidade de moeda — é consideravelmente menos importante. O congressista americano Ron Paul continuamente defendeu o restabelecimento do padrão-ouro, mas não é mais um defensor ferrenho, passando a apoiar uma cesta de mercadorias que emerge dos mercados livres.
Por enquanto, o sistema monetário global continua a confiar no dólar dos Estados Unidos como uma moeda de reserva com a qual as transações importantes, como o próprio preço do ouro, são medidas. Uma série de alternativas foi sugerida, incluindo moedas baseadas na energia, e cestas de mercados de moedas ou mercadorias, sendo o ouro uma das alternativas.
Em 2001, o Primeiro-ministro da Malásia Mahathir bin Mohamad propôs uma nova moeda que seria usada inicialmente para o comércio internacional entre as nações muçulmanas. A moeda que ele propôs se chamava denário islâmico de ouro e foi definido como 4,25 gramas de ouro puro (24 quilates). Mahathir Mohamad promoveu o conceito com base em seus méritos econômicos como uma unidade estável de conta e também como um símbolo político para criar uma maior unidade entre os países islâmicos. O suposto propósito desse movimento seria reduzir a dependência do dólar dos Estados Unidos como uma moeda de reserva, e para estabelecer uma moeda sem base em dívida de acordo com a lei islâmica, que é contra a cobrança de juros. No entanto, a moeda proposta por Mahathir não conseguiu se firmar.
Em 2011, o legislativo do estado de Utah, Estados Unidos aprovou uma lei que aceitava o ouro emitido federalmente e as moedas de prata como moedas de cunho legal para pagar impostos. Uma legislação semelhante está em consideração em outros estados do país. O EIIL defende o uso do padrão-ouro em suas terra como uma maneira de enfrentar o poderio do dólar americano e de cumprir o que está no alcorão e na sunna.

## Ouro como reserva atualmente
O franco suíço foi baseado em uma exigência de 40% de reservas legais de ouros a partir de 1936, quando acabou a conversibilidade com o ouro, até 2000. As reservas de ouro são guardadas em quantidades significativas por muitos países como um meio de defender sua moeda, e fazer hedge contra o dólar dos Estados Unidos, que forma o grosso das reservas líquidas de moeda.
Tanto as moedas de ouro como as barras de ouro são amplamente negociadas nos mercados e, portanto, ainda servem como reserva privada de riqueza. Algumas moedas de emissão privada, como a moeda de ouro digital, são atreladas a reservas de ouro.

### Acordo de Washington (1999)
Em 26 de setembro de 1999, para proteger o valor do ouro como reserva, quinze bancos centrais da Europa (incluindo os bancos centrais dos onze países que, na época, constituíam a Eurozona, mais o Banco Central Europeu e mais os bancos centrais da Suécia, da Suíça e do Reino Unido) estabeleceram o primeiro Acordo de Washington do Ouro (Central Bank Gold Agreement), no qual declaravam que o ouro permaneceria como um elemento importante das reservas monetárias globais e concordaram em limitar coletivamente as suas vendas do metal a 2000 toneladas, nos cinco anos seguintes (400 t ao ano). Também anunciaram que seus contratos de derivativos não aumentariam no mesmo período. Na época, os bancos signatários respondiam por aproximadamente 45% das reservas globais de ouro. Posteriormente, os bancos declararam que, naquele mesmo mês, seus contratos de leasing já atingiam um total de 2119,32 toneladas de ouro.
Outros importantes detentores de reservas do metal — incluindo EUA, Japão, Austrália, o FMI e o BIS, comprometeram-se informalmente com o acordo ou anunciaram que suspenderiam suas vendas de ouro.

## Padrão-ouro no Brasil
Com os problemas das desvalorizações cambiais persistentes, o Governo do Presidente Washington Luís tentou uma reforma econômica-financeira consubstanciada na Lei 5 108 de 18 de dezembro de 1926, escrita dentro das regras doutrinárias do padrão-ouro tentando uma estabilização monetária: previa o emprego de recursos para atingir a conversibilidade e a cunhagem do cruzeiro, que possibilitavam a circulação metálica e de ouro. Tais medidas não puderam ser executadas e com a Crise de 1929 foram totalmente abandonadas.

## Terminologia do padrão-ouro
- gold-stand (br.: padrão-espécie): modalidade de conversão de papel-moeda em ouro amoedado;
- bullion-standard (br.: padrão-barra): a conversão é para ouro em barra.
- gold-exchange standard (br.:padrão de câmbio-ouro ou padrão-divisas): conversão em divisas para o comércio internacional.